# Alveopora tizardi
Alveopora tizardi is een rifkoralensoort uit de familie van de Poritidae. De wetenschappelijke naam van de soort is voor het eerst geldig gepubliceerd in 1890 door Bassett-Smith.